# Michael Rothwell
Michael Rothwell, född den 30 juni 1953 i Honolulu, 
död 9 februari 2025, var en amerikansk seglare.
Han tog OS-silver i tornado i samband med de olympiska seglingstävlingarna 1976 i Montréal.